# الكرب (السبرة)

تعديل مصدري - تعديل

الكرب هي إحدى قرى عزلة مطاية بمديرية السبرة التابعة لمحافظة إب، بلغ تعداد سكانها 422 نسمة حسب تعداد اليمن لعام 2004.